# Lucille Dixon
Lucille Dixon Robertson (* 27. Februar 1923 in New York City als Lucille Dixon; † 23. September 2004 ebenda) war eine US-amerikanische Kontrabassistin im Bereich des Jazz und der klassischen Musik, die auch als Gründerin sowie Managerin eines klassischen Sinfonieorchesters tätig war.

## Leben
Dixon, deren Vater ein Baptistenprediger war, lernte zunächst Klarinette, dann aber Kontrabass auf der Highschool und spielte im All City High School Orchestra. 15 Jahre hatte sie Unterricht bei Fred Zimmerman, dem ersten Bassisten der New Yorker Philharmoniker. Sie begann ihre Laufbahn 1941;. sie wollte sich zunächst der klassischen Musik zuwenden, wo sie zunächst jedoch (aufgrund von Hautfarbe und Geschlecht) nur geringe Chancen hatte. Während ihres Studiums am Brooklyn College holte sie Jesse Stone als talentierte und gut ausgebildete Musikerin zu den International Sweethearts of Rhythm, mit denen sie auf Konzertreise war. Dann ging sie 1943/44 mit der Band von Earl Hines auf Tournee, vermutlich war sie die erste Frau, die Kontrabass in einer prominenten Bigband spielte. 1946 trat sie zunächst in Washington, dann in New Yorker Clubs auf und gründete die Band Star Lines, aus der schließlich die Lucille Dixon Band hervorging. Mit dieser Band hatte sie Auftritte im Club Harlem, 845 Club und im Savannah Club im Greenwich Village, wo sie für zwölf Jahre Managerin und Leiterin der Hausband war. In ihrer Band spielten Jazzgrößen wie Taft Jordan, Tyree Glenn, Fats Navarro, Buddy Tate und Sonny Payne. 
Jenseits der Jazzmusik war Dixon im Bereich der klassischen Musik aktiv; sie spielte erfolgreich beim National Youth Orchestra unter Fritz Reiner und Otto Klemperer vor. 1954 ging sie mit ihrem (zweiten) Mann nach Panama, wo sie im Nationalen Sinfonieorchester bis 1956 spielte. Auch war sie Erste Bassistin in der National Orchestral Association. Ab 1960 spielte sie in zahlreichen Sinfonieorchestern wie dem Boston Women’s Symphony, Bridgeport Symphony, Scranton Symphony, Westchester Philharmonic, Ridgefield Symphony und der Orchestral Society of Westchester. 1964 wurde Dixon Mitbegründerin und Managerin der Symphony of the New World, das 40 Prozent farbige Musiker und einen 30-prozentigen Frauenanteil hatte; dort war sie zehn Jahre als Bassistin tätig. Dann war sie im Westchester Broadway Theatre in Elmsford tätig. 1993 setzte sie sich mit ihrem Ehemann in Puerto Rico offiziell zur Ruhe, um aber weiterhin gelegentlich in San Juan aufzutreten. Sie legte noch das Livealbum Live at Carli’s, Vol. 1 vor.
Im Laufe ihrer Karriere spielte Dixon u. a. mit Sarah Vaughan, Eubie Blake, Frank Sinatra, Tony Bennett, Dizzy Gillespie, Clark Terry, Billie Holiday, Charlie Palmieri und Machito. Als langjähriges Mitglied der American Federation of Musicians war sie die erste Frau, die in das Executive Board der New Yorker Musikergewerkschaft Local 802 gewählt wurde. Sie gehörte außerdem dem Schiedsgericht an. Im Bereich des Jazz war sie zwischen 1944 und 2004 an acht Aufnahmesessions beteiligt, u. a. mit John Hardee/Tiny Grimes (1947), Dinah Washington und Ella Fitzgerald (Rhythm Is My Business, 1962).

### Lexikalische Einträge
- Leslie Gourse: Madame Jazz: Contemporary Women Instrumentalists, Oxford: Oxford University Press 1995
- D. Antoinette Handy: Black Women in American Bands & Orchestras. Metuchen: Scarecrow Press 1998